# Gentofte Volley
Gentofte Volley blev stiftet i 1992 og er en dansk volleyballklub fra Gentofte med cirka 400 medlemmer. Førsteholdene for damer og herrer spiller i den højeste danske række (VolleyLigaen). Holdene træner til daglig i Kildeskovshallen.
Gentofte volley vandt pr. 2013 og 2014 prisen for årets ungdoms klub.

## Sæsonen 22/23

### Volleyligaen
Damer 1, Gentoftes dameligahold, ender på en 3. plads i VolleyLigaen. 
Herrer 1, Gentoftes herreligahold, ender på en 5. plads i VolleyLigaen.

### 1. division
Damer 2, fik en 8. plads i 1. divisionen
Herrer 2, "3'er-fabrikken", fik en 4. plads i 1. divisionen

### Danmarksserierne
Gentofte Volley DU17, damer 4, hold vandt deres division, serie 2, og rykker derfor op til Danmarkserie 1.
Damer 3, Får en flot 2. plads i Danmarks serie 1 og rykker derfor op til Danmarkserien næste sæson.
Gentofte volley HU17, herrer 4, får en 5. plads i Danmarkserien.

## Tidligere præmier
- Danske mestre : 1996, 1999, 2007, 2015, 2016, 2018, 2019, 2020, 2021
- Pokalmestre : 2005, 2006, 2009, 2014, 2016, 2018, 2020